# Luis e gli alieni
Luis e gli alieni è un film d'animazione del 2018, diretto da Christoph Lauenstein, Wolfgang Lauenstein (vincitori dell'Oscar al miglior cortometraggio d'animazione nel 1989 per Balance) e Sean McCormack.

## Trama
Luis Sonntag è un bambino timido, figlio dell'ufologo Armin Sonntag, rimasto vedovo dopo la morte della moglie e ritenuto dal vicinato un povero pazzo. Per via del suo lavoro trascura Luis, che a scuola viene spesso preso di mira da bulli; la sua situazione familiare, oltretutto, non viene vista di buon occhio dal preside, che contatta un'assistente sociale. Il giorno del suo compleanno, Luis incontra tre alieni mutaforma, Mog, Nag e Wabo, venuti per cercare il "nubbi dubbi", un materassino massaggiante. 
D è stato distribuito in Germania il 27 aprile 2018, mentre in Italia l'11 luglio 2018, incassando 693 000 euro in cinque settimane di programmazione.